# Medeopteryx effulgens
Medeopteryx corusca (лат.) — вид жуков-светляков из подсемейства Luciolinae (Lampyridae). Новая Гвинея. 

## Описание
Длина тела около 1 см (5,7–7,5 мм). Пронотум оранжево-жёлтый, голова между глазами жёлтая, основная окраска желтовато-коричневая; вершины надкрылий острые; светящийся орган LO полностью в брюшном вентрите V7. Развит клипеолабральный шов, лабрум слабо склеротизированный, подвижный; заднебоковые углы пронотума округлые; вентрит V7 трёхвыемчатый; брюшные вентриты с изогнутыми задними краями.

## Классификация
Вид Medeopteryx effulgens был впервые описан в 1987 году под названием Pteroptyx effulgens Ballantyne, 1987, а его валидный статус подтверждён в ходе ревизии, проведённой в 2013 году австралийскими энтомологами Лэсли Баллантайн (Lesley A. Ballantyne; School of Agricultural and Wine Sciences, Charles Sturt University, Уогга-Уогга, Австралия) и Кристин Ламбкин (Christine L. Lambkin; Queensland Museum, Брисбен, Австралия), когда он был перенесён из рода Pteroptyx в состав рода Medeopteryx. Сходен с таксоном Medeopteryx fulminea.